# Huaca Esmeralda

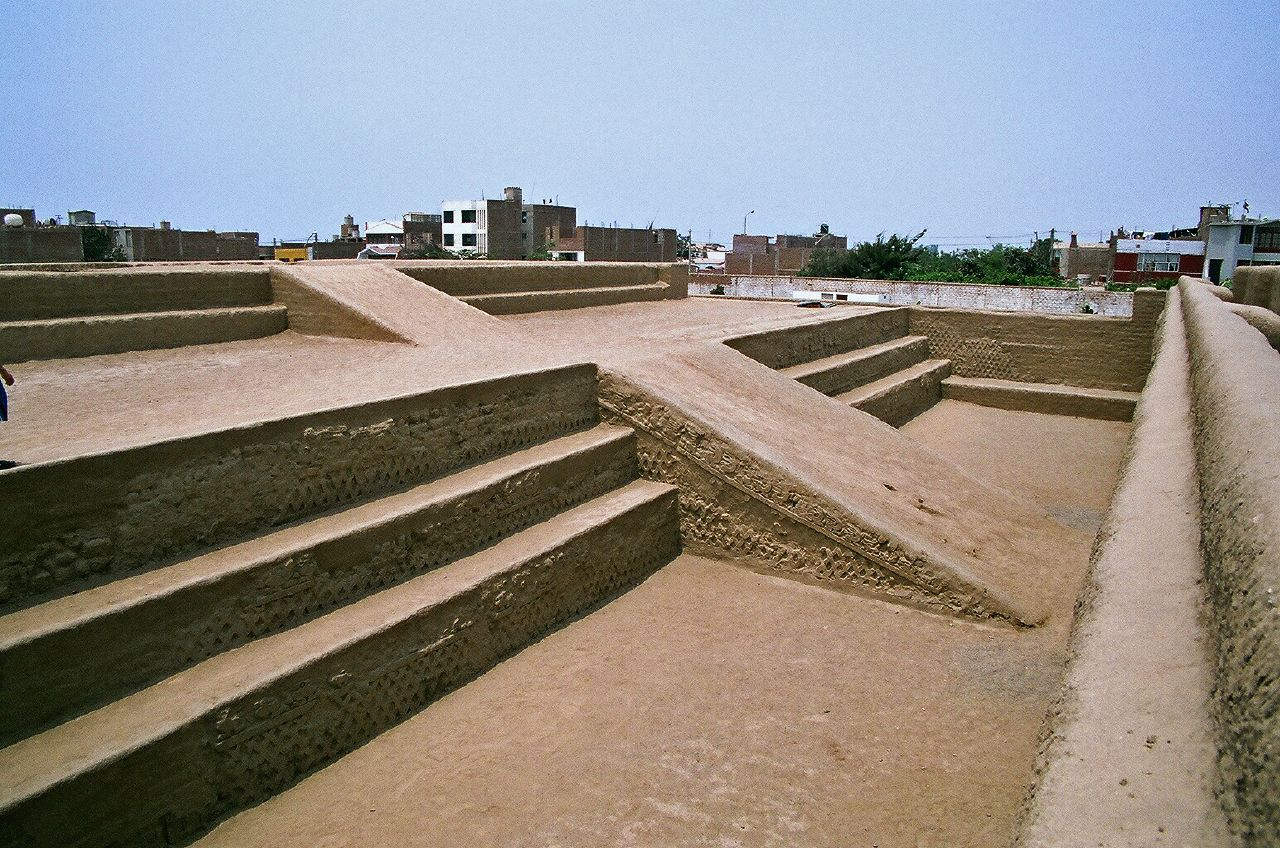
Huaca Esmeralda

La Huaca La Esmeralda es una construcción arqueológica pertenece a la Cultura Chimú, se encuentra ubicada en la ciudad de Trujillo, Perú. Se estima que su construcción en adobe se realizó durante la primera etapa de desarrollo de dicha cultura, en estrecho vínculo con la capital Chan Chan. Ocupa un área aproximada de 2.600 metros cuadrados.
El templo es una construcción de planta rectangular de tipo piramidal conformado por dos plataformas de aproximadamente 65 por 41 metros a las que se asciende a través de dos rampas centrales. La primera plataforma, ubicada a la entrada, corresponde a la última etapa constructiva chimú, su decoración consiste en redes de pescar con peces en su interior. Detrás la segunda plataforma y la más antigua tiene decoración similar al Palacio Tschudi con diseños de la red y la nutria marina.

## Adoratorio Chimú
La Huaca La Esmeralda dicen que podría haber sido el palacio de un gran señor Chimú de la zona de Mansiche. Su arquitectura presenta tres terrazas escalonadas adornadas con motivos zoomorfos y figuras geométricas (rombos) todos en relieve, cuenta con una rampa bastante inclinada que comunica sus dos niveles.